# Fairphone First Edition
Das Fairphone First Edition (Deutsch: erste Ausgabe), auch Fairphone 1, Modellbezeichnungen FP1 und FP1U, ist ein Smartphone der niederländischen Gesellschaft Fairphone B.V., das ab 2013 in Lizenz in China produziert wurde.
Bei der Entwicklung des Gerätes standen Langlebigkeit, Bezug von Metallen aus konfliktfreien Abbaugebieten, faire Arbeitsbedingungen bei der Herstellung und Transparenz im Vordergrund. Das Fairphone der ersten Generation ist ein Lizenzmodell ohne nennenswerte Eigenentwicklung. Das vorinstallierte Betriebssystem ist ein leicht angepasstes Android, das unter dem Namen Fairphone OS von Kwamecorp entwickelt wurde. Es zeichnete einen eigenen Launcher sowie Root-Zugriff ab Werk aus. Das Fairphone kann mit zwei SIM-Karten betrieben werden. Es enthält einen 16 GB großen Flashspeicher und zwei Kameras.
Ende 2017 endete die Unterstützung seitens Fairphone B.V. nach vier Jahren. Das erklärte Ziel der Langlebigkeit wurde somit nicht erreicht.

## Lizenzproduktion
Der Auftragsfertiger ist in Chongqing ansässig und gehört zu A'Hong alias Changhong, einem großen chinesischen Elektronikkonzern. Den Montagekräften in der Fertigung für Fairphone zahlte er etwas mehr als sonst und garantierte ihnen einen freien Tag pro Woche. Für die gesamte Belegschaft wurde ein kleiner Sozialfonds aufgebaut und zur Entscheidung über seine Verwendung ein Betriebsrat gewählt.

## Modelle

### First Edition (FP1, 2013)
Ab dem 14. Mai 2013 konnte das Fairphone FP1 zum Preis von 325 Euro vorbestellt werden. Als am 4. Juni 5000 Vorbestellungen erreicht wurden, kündigte Fairphone an, 20.000 Fairphones zu produzieren. Am 5. September 2013 wurde die Planung auf 25.000 Geräte erhöht, die bereits am 13. November 2013 ausverkauft waren.
Ursprünglich war die Auslieferung für Oktober 2013 geplant. Im September musste dieser Auslieferungstermin wegen Produktionsverzögerungen verschoben werden. Die Auslieferung ging von Ende Dezember 2013 bis Ende Januar 2014.

### First Edition Second Batch (FP1U, 2014)
Ab Mai 2014 konnten Geräte eines zweiten Loses unter der Bezeichnung Fairphone FP1U („U“ für Update, also für eine aktualisierte Version) zum Preis von 310 Euro vorbestellt werden. Für die zweite Serie wurden 35.000 Geräte produziert, von denen knapp 23.000 Geräte vorbestellt und zwischen Juli und September 2014 ausgeliefert wurden. Ab September lagen erstmals Geräte auf Lager und konnten kurz nach Bestellung ausgeliefert werden. Im Februar 2015 wurden die letzten Geräte der Serie verkauft und ausgeliefert.

## Vertrieb
Der Vertrieb erfolgte direkt über den Webshop von Fairphone, wobei die Lieferung zu Beginn auf Europa beschränkt war. Im Oktober 2013 kündigte Fairphone an, die Fairphone Second Edition ab 2016 auch für außereuropäische Märkte zu vertreiben.
Der niederländische Mobilfunkprovider KPN kaufte 1000 Stück des Fairphone FP1 und vertrieb sie zusammen mit einem Mobilfunkvertrag.

## Nachhaltigkeit

### Unterstützung durch den Hersteller
Sowohl bei der Lieferung von Ersatzteilen für das FP1 und das FP1U (Displays, Akkumulatoren, Motherboards etc.) als auch bei der Pflege der Software kam es bald zu Problemen. Ein versprochenes Upgrade auf Android 4.4 wurde nicht fertiggestellt. Das letzte Software-Update war ein etwa ein Jahr nach Auslieferung des FP1U veröffentlichtes Bugfix-Release von Android 4.2.2, welches u. a. die Stagefright-Sicherheitslücke behob. Am 4. Juli 2017 erklärte Fairphone die Unterstützung für das Modell 1, für das eigentlich Langzeitunterstützung angestrebt gewesen war, für beendet.

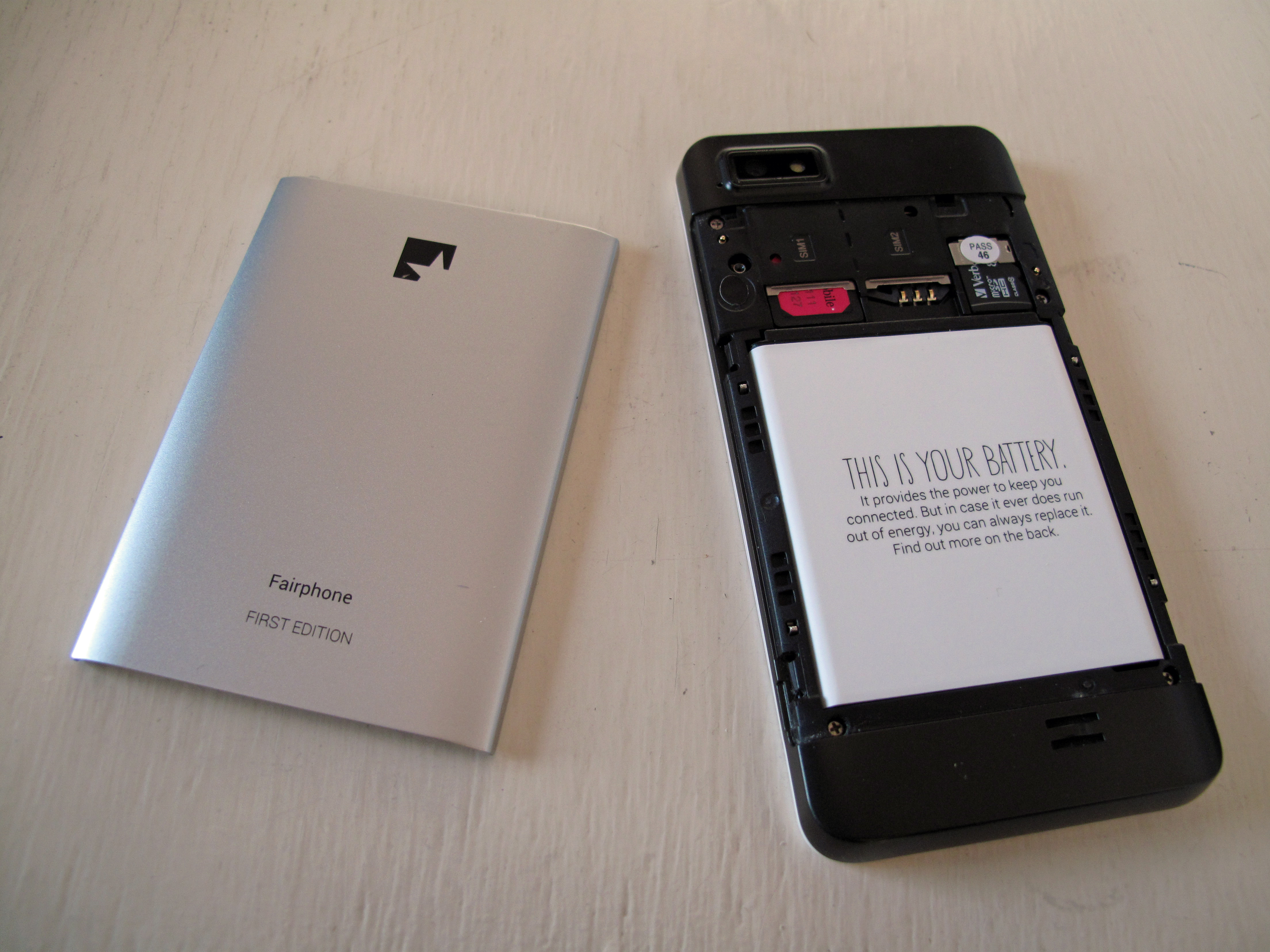
Geöffnete Rückseite der First Edition, zweimal SIM- und einmal microSDHC-Slot.

### Langlebigkeit
Bis Anfang September 2015 war nicht klar, inwiefern das selbst gesteckte Ziel erreicht würde, ein langlebiges und nachhaltiges Smartphone zu schaffen, das länger als drei Jahre Softwareupdates erhält. Da der Prozessorhersteller MediaTek den Zugriff auf den Quellcode der Treiber verweigerte, schien ein Update des Betriebssystems Android 4.2.2 (Jelly Bean) auf Android 4.4 (KitKat) oder die Verwendung alternativer Betriebssysteme lange Zeit sehr schwierig oder ausgeschlossen. Es sollte lediglich versucht werden, bis Ende 2016 Sicherheitsupdates zu liefern.
Am 16. September 2015 veröffentlichte Fairphone denn einen Blogeintrag, in dem Zugriff auf den Code verkündet wurde und Möglichkeiten für einen längeren Betriebssystemsupport oder Betriebssystemwechsel diskutiert wurden. Am 30. Juni 2016 kündigte Fairphone, abermals in einem Blogeintrag, ein Upgrade auf Android 4.4 an, wozu es jedoch nicht mehr kam. Am 11. Juli 2017 informierte Fairphone die Käufer der First Edition darüber, dass das Upgrade auf Android 4.4 aufgegeben und auch der Support mit Ersatzteilen für dieses Modell eingestellt werde.

## Kritik
An einigen Stellen wurde kritisiert, dass das Fairphone keine wirklich fairen Elemente enthielt und sich im Prinzip kaum von vielen herkömmlichen Smartphones unterschied, sowie dass es Googles Betriebssystem Android statt Alternativen wie Ubuntu Touch oder SailfishOS nutzte.